# Гукериевые
Гукериевые (лат. Hookeriaceae)  — семейство листостебельных мхов порядка Гукериевые (Hookeriales). Однодомные и двудомные мягкие мхи, образующие рыхлые или густые плоские, иногда блестящие коврики обычно на коре деревьев, реже на камнях, почве и гниющей древесине. Преимущественно эпифиты (реже эпифиллы), или скальные и напочвенные мхи влажных тропиков.
Стебли от лежачих до прямостоячих, слабоветвистые, с центральной жилкой. Уплощенно облиственные, с двусторонне отстоящими листьями в 4—8 рядов.  
Листья плоские, от продолговато-яйцевидных до округлых, слегка асимметричные, тупые или заострённые, с простой или хорошо выраженной вильчатой жилкой, или без жилки. Боковые листья далеко отстоящие, брюшные и спинные прижаты к стеблю. Иногда сильно отличающиеся от боковых срединные листья называются амфигастриями. 
Спорогонии расположены на концах коротких боковых веточек, с удлиненными изогнутыми ножками. То есть мхи порядка исключительно бокоплодные. Коробочка от наклоненной до повислой, прямая или согнутая, яйцевидная или продолговато-эллипсоидальная. Перистом двойной. Внутренний перистом обычно на низкой основной перепонке. Реснички обычно не развиты, кроме редких исключений. Крышечка конусовидная, с клювиком. Колпачок конусовидно-шапочковидный, лопастной или бахромчатый, голый или волосистый. 
Распространены главным образом в тёплом климате, тропиках и субтропиках. В России 2 вида.

## Роды
- Crossomitrium C. Müller, 1874
- Hookeria Sm., 1808 — Гукерия